# Orangetofsad lövsalsfågel
Orangetofsad lövsalsfågel (Amblyornis subalaris) är en fågel i familjen lövsalsfåglar inom ordningen tättingar.

## Utbredning och systematik
Fågeln förekommer i sydöstra Papua Nya Guinea (Owen Stanleybergen). Den behandlas som monotypisk, det vill säga att den inte delas in i några underarter.

## Status
Trots det begränsade utbredningsområdet och att den tros minska i antal anses beståndet vara livskraftigt av internationella naturvårdsunionen IUCN. 